# Lista de prefeitos de Itaperuna
Esta é a lista de prefeitos do município de Itaperuna, estado brasileiro de Rio de Janeiro, qual compreende todas as pessoas que tomaram posse definitiva da chefia do executivo municipal itaperunense e exerceram o cargo como prefeitos titulares, além de prefeitos eleitos cuja posse foi em algum momento prevista pela legislação vigente. Prefeitos em exercício que substituíram temporariamente o titular não são considerados para a numeração mas estão citados em notas, quando aplicável.
O cargo de prefeito no Brasil, foi criado em 11 de abril de 1835, pela assembleia provincial paulista, em reação aos amplos poderes conferidos pelo Código de Processo Criminal de 1832 às câmaras municipais. Seguiram o exemplo paulista seis províncias do nordeste brasileiro (Alagoas, Ceará, Maranhão, Paraíba, Pernambuco e Sergipe).
Sob a vigente ordem constitucional, essa designação é dada ao funcionário público do Poder Executivo municipal, que exerce seu cargo em função de uma legislatura (mandato), sendo para tanto eleito a cada quatro anos, podendo ser reeleito por mais 4 anos (segundo mandato).
Funções
O poder executivo municipal chefia a administração e comanda os serviços públicos, tendo como comandante o prefeito.
A partir da constituição brasileira de 1934, o cargo de prefeito passou a ser o único, em todo o Brasil, ao qual estão atribuídas as funções de chefe do poder executivo do governo local, em simetria aos chefes dos executivos da União e do estado, portanto, em forma monocrática. Este texto quer dizer que deverá haver harmonia e integração de ação entre as esferas envolvidas sem a intervenção de uma na outra, exceto nos casos previstos na Constituição Federal.
Eleições
O prefeito é eleito por sufrágio universal, secreto, direto, em pleito simultâneo em todo o País, realizado a cada quatro anos, no primeiro domingo de outubro.
E trinta dias após tem lugar o segundo turno, se o eleito em primeiro lugar não atingir 50% dos votos válidos mais um voto, no caso de municípios com mais de duzentos mil eleitores.
Conforme a legislação eleitoral atual no Brasil para tornar-se elegível, exige-se uma série de requisitos;
- Possuir nacionalidade brasileira ou portuguesa (neste caso, o cidadão português deve se encontrar amparado pelo Estatuto de Igualdade entre Portugueses e Brasileiros),
- Título de eleitor em dia e estar em gozo pleno do exercício dos direitos políticos,
- Domicilio eleitoral na circunscrição na qual o candidato se apresenta,
- Filiação partidária,
- Ser alfabetizado (tópico invalidado pela atual constituição brasileira de 1988),
- Desincompatibilização de cargo público — Se ocupa um cargo público deve sair seis meses antes das eleições e voltar caso possa só após seis meses ao pleito eleitoral,
- Renúncia de outro mandado até seis meses antes do pleito e não ser parente afim ou consangüíneo, até segundo grau, ou cônjuge de titular de cargo eletivo; pode, entretanto, ser candidato à reeleição (artigo 14 da Constituição),
- Ter idade mínima de 21 anos.

O prefeito atual é Emanuel Medeiros da Silva, conhecido como Nel, eleito em sufrágio universal e atualmente filiado ao Partido Liberal (PL).

## Lista de prefeitos
| Nº | Nome                                           | Imagem | Partido  | Início do mandato | Fim do mandato | Observações                                                            | Ref.        |
| -- | ---------------------------------------------- | ------ | -------- | ----------------- | -------------- | ---------------------------------------------------------------------- | ----------- |
| 1  | Manoel Paes de Azevedo                         |        |          | 1916              | 1916           | Nomeado pelo Presidente do Estado                                      |             |
| 2  | Aristides Figueiredo                           |        |          | 1917              | 1918           | Nomeado pelo Presidente do Estado                                      |             |
| 3  | Tancredo Lopes                                 |        |          | 1919              | 1919           | Nomeado pelo Presidente do Estado                                      |             |
| 4  | Alberto Calvet                                 |        |          | 1919              | 1923           | Inicialmente nomeado pelo Presidente do Estado, depois primeiro eleito |             |
| 5  | Manoel Teixeira de Oliveira                    |        |          | 1923              | 1923           | Coronel, exerce o cargo de interventor                                 |             |
| 6  | José Garcia de Freitas                         |        | PRF      | 1923              | 1923           | Coronel, exerce o cargo de interventor, neto de José Garcia Pereira    |             |
| 7  | Otávio de Almeida                              |        |          | 1924              | 1927           | Prefeito eleito por sufrágio universal                                 |             |
| 8  | Alfredo Ribeiro Portugal                       |        |          | 1927              | 1929           | Prefeito eleito por sufrágio universal                                 |             |
| 9  | Balbino França Junior                          |        |          | 1930              | 1930           | Prefeito eleito por sufrágio universal                                 |             |
| 10 | Sadi S. Pinto                                  |        |          | 1931              | 1933           | Interventor                                                            |             |
| 11 | Mário Pinheiro Motta                           |        |          | 1933              | 1935           | Interventor                                                            |             |
| 12 | Luiz Ferraz                                    |        |          | 1935              | 1935           | Coronel, Prefeito eleito por sufrágio universal                        |             |
| 13 | Briolanjo Marmonde Nogueira                    |        |          | 1936              | 1936           | Cargo Comissionado, Major                                              |             |
| 14 | Romualdo Monteiro de Barros                    |        |          | 1936              | 1939           | Coronel, Prefeito eleito por sufrágio universal                        |             |
| 15 | Emil de Roure Silva                            |        |          | 1939              | 1939           | Substituto                                                             |             |
| 16 | Raul Travassos da Rosa                         |        |          | 1940              | 1944           | Interventor                                                            |             |
| 17 | Agenor da Rocha Silva                          |        |          | 1944              | 1944           | Substituto                                                             |             |
| 18 | José Cunha da Gama e Abreu                     |        |          | 1945              | 1945           | Substituto                                                             |             |
| 19 | Rui Barbosa Pinto                              |        |          | 1945              | 1945           | Substituto                                                             |             |
| 20 | José Braz Soares                               |        |          | 1945              | 1945           | Tenente, Interventor                                                   |             |
| 21 | José Cunha da Gama e Abreu                     |        |          | 1946              | 1946           | Substituto                                                             |             |
| 22 | Amadeu Tinoco de Lacerda                       |        |          | 1946              | 1946           | Interventor                                                            |             |
| 23 | José Moreira Bastos Filho                      |        |          | 1947              | 1947           | Interventor                                                            |             |
| 24 | Moacir de Paula                                |        |          | 1947              | 1950           | Prefeito eleito por sufrágio universal                                 |             |
| 25 | José Bruno Garcia da Silveira                  |        |          | 1950              | 1954           | Prefeito eleito por sufrágio universal                                 |             |
| 25 | Milton Freitas de Oliveira                     |        |          | 1954              | 1954           | Substituto                                                             |             |
| 26 | José Carneiro Terra                            |        |          | 1954              | 1958           | Prefeito eleito por sufrágio universal                                 |             |
| 27 | José Cerqueira Garcia                          |        |          | 1959              | 1962           | Prefeito eleito por sufrágio universal                                 |             |
| 27 | José Cerqueira Garcia                          |        |          | 1959              | 1962           | Prefeito eleito por sufrágio universal                                 |             |
| 28 | Orlando Tavares                                |        |          | 1962              | 1962           | Substituto                                                             |             |
| 29 | José Cerqueira Garcia                          |        |          | 1963              | 1963           |                                                                        |             |
| 30 | Ary Moreira Bastos                             |        |          | 1963              | 1967           | Prefeito eleito por sufrágio universal                                 |             |
| 31 | Orlando Tavares                                |        |          | 1967              | 1971           | Prefeito eleito por sufrágio universal depois de ser substituto        |             |
| 32 | Rubens Vieira Leite                            |        |          | 1971              | 1973           | Prefeito eleito por sufrágio universal                                 |             |
| 33 | Cláudio Gouveia Goulart                        |        |          | 1973              | 1977           | Prefeito eleito por sufrágio universal                                 |             |
| 34 | Orlando Tavares                                |        |          | 1977              | 1983           | Prefeito eleito por sufrágio universal                                 |             |
| 35 | Cláudio Cerqueira Bastos                       |        |          | 1983              | 1988           | Prefeito eleito por sufrágio universal                                 | [ 3 ]       |
| 36 | Péricles Ferreira Olivier de Paula             |        |          | 1989              | 1992           | Prefeito eleito por sufrágio universal                                 | [ 4 ]       |
| 37 | Cláudio Cerqueira Bastos                       |        | PSDB     | 1993              | 1996           | Prefeito eleito por sufrágio universal                                 |             |
| 38 | Péricles Ferreira Olivier de Paula             |        | PSDB     | 1997              | 2000           | Prefeito eleito por sufrágio universal                                 |             |
| 39 | Péricles Ferreira Olivier de Paula             |        | PPB      | 2001              | 2004           | Prefeito reeleito por sufrágio universal                               |             |
| 40 | Jair Bittencourt                               |        | PMDB     | 2004              | 2008           | Prefeito eleito por sufrágio universal                                 |             |
| 41 | Cláudio Cerqueira Bastos                       |        | PSDB     | 2009              | 2010           | Prefeito eleito por sufrágio universal                                 |             |
| 42 | Fernando Paulada                               |        | PPS      | 2010              | 2012           | Assume após a morte do prefeito                                        |             |
| 43 | Alfredo Paulo Marques Rodrigues Alfredão       |        | PP       | 2013              | 2016           | Prefeito eleito por sufrágio universal                                 |             |
| 44 | Marcus Vinícius de Oliveira Pinto Dr. Vinícius |        | PR       | 2017              | 2020           | Prefeito eleito por sufrágio universal                                 | [ 5 ] [ 6 ] |
| 45 | Paulo Rogério Bandole Boechat Rogerinho        |        | Patriota | 03/2019           | 11/2019        | Vice-prefeito, assumiu após afastamento do titular                     |             |
| 45 | Marcus Vinícius de Oliveira Pinto Dr. Vinícius |        | PR       | 11/2019           | 2020           | Retorno ao cargo após decisão judicial                                 | [ 5 ] [ 6 ] |
| 45 | Marcus Vinícius de Oliveira Pinto Dr. Vinícius | DEM    |          | 11/2019           | 2020           | Retorno ao cargo após decisão judicial                                 | [ 5 ] [ 6 ] |
| 46 | Alfredo Paulo Marques Rodrigues Alfredão       |        | PSD      | 2021              | 2024           | Prefeito eleito por sufrágio universal                                 | [ 7 ]       |
| 46 | Alfredo Paulo Marques Rodrigues Alfredão       | UNIÃO  |          | 2021              | 2024           | Prefeito eleito por sufrágio universal                                 | [ 7 ]       |
| 47 | Emanuel Medeiros da Silva Nel                  |        | PL       | 2025              | Atual          | Prefeito eleito por sufrágio universal                                 | [ 8 ]       |